# Léon Tuscus
Leo Tuscus, c'est-à-dire « Léon le Toscan » aussi appelé Léon Toscan en français, est le frère du théologien et cardinal Hugues Éthérien, originaire de Pise (XIIe siècle). Il le rejoignit à Constantinople en 1166 et devint « interprète à la chancellerie impériale », il est secrétaire et traducteur pour la correspondance latine de l'empereur byzantin Manuel Ier Comnène.  
On lui connait plusieurs œuvres dont certaines ont été perdues. Il a notamment traduit du grec en latin le traité d'oniromancie d'Achmet, ainsi qu'une messe de Jean Chrysostome. Il a collaboré avec son frère, Hugues dans la rédaction du traité de ce dernier sur la procession du Saint-Esprit commandé par l'empereur Manuel, le De sancto et immortali Deo, concernant la querelle du Filioque. Il est aussi l'auteur d'un traité religieux : le De haeresibus et praevaricationibus Graecorum.